# 第23師団 (日本軍)
第23師団（だいにじゅうさんしだん）は、大日本帝国陸軍の師団の一つ。

## 沿革

### ノモンハン事件で壊滅
1938年（昭和13年）4月に、第15・第17・第21・第22師団と共に、関東軍後方警備用に熊本で編成された歩兵三個連隊編制師団である。
編成当時の状況は、内地には常設師団は近衛師団を含めて2コしか残っておらず、朝鮮に1コ、関東軍に5コ、そして中国に常設師団、特設師団のほとんどを投入していた。さらに、前年度動員計画入っていた特設師団3コが、母体常設師団の損害続出で、その補充に追われて編成が不可能になっており、昭和13年度にも動員計画に入れることができなかった。
関東軍は対ソ戦備が大いに不安な状態で、この5コ師団は後方警備用とし、少ない兵力の懐事情の中で前線後方を分離することで常設師団を第一線に専念させることで、総合戦闘力向上を目論んで編成された。後方警備用なので編制装備は次等とされた。当初、同期編成の4コ師団と共に、実践訓練を兼ね戦闘経験を積ませるため中国戦線投入を予定した。5コ師団うち第23師団だけは、満洲北部のハイラルに駐屯していた騎兵集団を中国戦線に転用するため、代わりに直接満洲へ派遣された。戦闘経験を積ませるためといえば聞こえが良いが、その実は中国戦線に増兵し一気に事件解決が狙いだった。中国戦線への投入された第15・第17・第21・第22師団の4コ師団は、中国戦線が広がり続けたため抜けられなくなり、ついに本来の編成目的である満洲に来ることはなかった。
実は陸軍は、この5コの師団新編成は時局対応だったが予算処置に困っていた。師団の新編成には議会の承認が必要だったからである。幸いなことに、支那事変臨時特別会計に紛れて臨軍会計で処理することができて、秘密部隊から晴れて公開できる師団となった。
第23師団の不安は、新編成で実践経験がなく錬度が高くないこと。さらに、西部国境はソ連の脅威はそれ程高くないと判断されていたが、練成教育に集中する環境にないこと。後方警備用師団なので編制装備が次等であること。3単位師団で歩兵力不足が予想されることだった。
師団はハイラルの警備に当っていたが、1939年（昭和14年）5月11日に満洲と外蒙古の国境地帯であるノモンハンでソ連・モンゴルとの国境紛争が起こると、日本側の主力部隊として実戦を経験することになった（紛争の詳細はノモンハン事件参照）。
師団長の小松原道太郎中将は、関東軍の方針によって、まず師団の一部兵力からなる「東支隊」（支隊長：第23師団捜索隊長の東八百蔵中佐）を編成して派遣した。支隊が到着した時にはソ連側は撤退後であったが、支隊が帰還すると再びソ連側部隊が姿を現した。そこで師団は、先の東支隊に歩兵第64連隊（連隊長：山県武光大佐）を加えた「山県支隊」を編成し、再度派遣したところ戦闘となった。この戦闘で東八百蔵中佐は戦死し、山県支隊もまた後退した。
状況を見た関東軍は戦車第3連隊及び戦車第4連隊などを増派した。第23師団では歩兵第64連隊が戦車隊に編合されて「安岡支隊」（支隊長：安岡正臣中将）となった。
第23師団司令部が総指揮を執っていたが、更に、他の師団、国境守備隊、独立守備隊等からの抽出部隊、関東軍直率砲兵工兵等、軍隊区分で多くの部隊を編入されて指揮をするには師団司令部では能力不足で、飛行集団との連絡のためにも軍司令部の設置が必要と判断され、8月4日に第6軍（軍司令官：荻洲立兵中将）が創設された（元々第6軍は、翌年度新編成が予定されていたが、事件発生のため急遽予定を早めて緊急編成された）。現在、前線に出動している司令部は、歩兵団、戦車団各1コであり、将官が指揮しているとはいえ参謀を持たず、本務ではないが相談相手は秘書たる2名の将校だけで、団長自ら情報を整理して決断を下さなければならなかった。そこへ第23師団は参謀長、参謀3人を持つ本格的戦略単位司令部が乗り込むことで、第6軍の中核としての活動を期待され、残留本隊も全力出動した。
しかし、7月初旬の総攻撃失敗で安岡支隊は大損害を受け、7月4日には師団参謀長の大内孜大佐が戦死した。8月20日からのソ連側の攻撃によって日本側はほぼ壊滅し、9月16日にソ蒙軍との間で停戦交渉が纏まるまでに第23師団は補充を受けた人員を含め1万1958名にも及ぶ死傷者を出した。
師団の幹部では、戦闘中に歩兵第71連隊長の森田徹大佐（8月26日 戦死）、歩兵第64連隊長の山県武光大佐（8月29日 自決）、野砲兵第13連隊長の伊勢高秀大佐（8月29日 自決）および歩兵第71連隊長代理の東宗治中佐（8月30日 戦死）が戦死または自決したほか、戦闘終了後に歩兵第72連隊長の酒井美喜雄大佐（9月15日）、師団捜索隊長の井置栄一中佐（9月17日）らが自決した。
戦死した大内参謀長の後任となった岡本徳三大佐、第23歩兵団長の小林恒一少将らも重傷を負うなどしている。動員兵力のおよそ8割を失ったことから、「悲劇の小松原兵団」と呼ばれる。

### 太平洋戦線
師団はノモンハン事件後に機械化師団のモデルケースとして、第27師団より最新鋭の九六式十五糎榴弾砲装備の山砲第27連隊第2大隊を建制のまま転属を受け、師団捜索隊を捜索連隊に強化、師団戦車隊を創設する等、他の歩兵師団とは飛び抜けた編制に再建強化された。更に関東軍特種演習において馬匹を完全に廃し、完全車両編成に強化され西部満洲に駐屯し続けた。太平洋戦争勃発後も第8国境守備隊と共に国境付近の警備を担任していた。
しかし、太平洋方面の戦局悪化から、1944年（昭和19年）になって師団の台湾派遣が決まった。台湾へ移動中にさらに派遣先がフィリピンに変わり、同年12月にフィリピンのルソン島へ進出して第14方面軍隷下に加わった。満洲からの移動の際に再び大きく編制が変わって人員・重装備を、後に編成される師団の基幹要員を残置した。いざ出航の際にも、相次ぐ輸送船喪失のために予定数の輸送船が揃わず、人員・装備の積み残しが発生した。隷下の捜索第23連隊は、装備を全て残して小火器だけの歩兵となった。ほか、工兵・輜重兵などは中隊単位で積み残した。更には、移動途中でヒ81船団などでの輸送船の沈没により損害を受けている。フィリピンのルソン島に上陸した時の人員は1万名を下まわっていた。なお、満洲移動の際の残置人員・装備は、第8国境守備隊とともに、主に新設の第119師団の基幹とされた。
1945年（昭和20年）1月からのルソン島の戦いではリンガエン湾沿岸に配備され、上陸するアメリカ軍と交戦したが3月頃から飢餓状態に陥り、ボコド陣地に後退して防御戦闘の最中に終戦を迎える。ルソン島の戦闘に参加した将兵は現地補充を含め29,636名であったが、生還したのは5,128名に過ぎない。師団の勇戦に対し感状が送られている。

## 師団概要

### 師団長
- 小松原道太郎 中将：1938年（昭和13年）7月7日 - 1939年（昭和14年）11月6日
- 井上政吉 中将：1939年（昭和14年）11月6日 - 1941年（昭和16年）3月1日
- 西原貫治 中将：1941年（昭和16年）3月1日 - 1942年（昭和17年）11月10日
- 及川源七 中将：1942年（昭和17年）11月10日 - 1944年（昭和19年）1月7日
- 西山福太郎 中将：1944年（昭和19年）1月7日 - 終戦

### 参謀長
- 大内孜 騎兵大佐：1938年（昭和13年）7月7日 - 1939年（昭和14年）7月4日（戦死）
- 岡本徳三 歩兵大佐：1939年（昭和14年）7月6日 - 1939年（昭和14年）9月11日（戦傷して入院中に死去）
- 木村松治郎 歩兵大佐：1939年（昭和14年）9月11日 - 1940年（昭和15年）8月1日
- 川俣雄人 歩兵大佐：1940年（昭和15年）8月1日 - 1941年（昭和16年）10月15日
- 松田巌 大佐：1941年（昭和16年）10月15日 - 1942年（昭和17年）9月15日[2]
- 不詳
- 山津善九郎 中佐：1943年（昭和18年）10月15日 - 1944年（昭和19年）3月1日[3]
- 吉川浩 大佐：1944年（昭和19年）3月1日 - 1944年（昭和19年）11月17日（戦死）
- 高津利光 大佐：1944年（昭和19年）11月28日 - 終戦[4]

### 高級副官
- 亀川良夫 中佐：1938年（昭和13年）7月15日 - 1939年（昭和14年）8月1日
- 高畑洋平 中佐：1939年（昭和14年）8月1日 - 1940年（昭和15年）9月16日
- 青山清 中佐：1940年（昭和15年）8月16日 - 1940年（昭和15年）12月2日
- 立花啓一 中佐：1940年（昭和15年）12月2日 -
- 三好勇 少佐：

### 兵器部長
- 近沢義美 大佐：1938年（昭和13年）7月15日 - 1939年（昭和14年）7月3日
- 金子時之助 中佐：1939年（昭和14年）7月3日 - 1940年（昭和15年）8月1日
- 高畑洋平 中佐：1940年（昭和15年）8月1日 - 1941年（昭和16年）8月1日
- 大橋彦四郎 大佐：1944年（昭和16年）8月1日 -

### 経理部長
- 渦川正義 主計大佐：1938年（昭和13年）7月15日 - 1940年（昭和15年）3月9日
- 今田章 主計中佐：1940年（昭和15年）3月9日 - 1941年（昭和16年）10月15日
- 三浦日出雄 主計中佐：1941年（昭和16年）10月15日 -
- 伊知地俊雄 主計中佐：1944年（昭和19年）10月31日 -

### 軍医部長
- 村上徳治 軍医大佐：1938年（昭和13年）7月15日 - 1940年（昭和15年）3月9日
- 樋口四郎 軍医大佐：1940年（昭和15年）3月9日 -
- 倉原玉記 軍医中佐：

### 獣医部長
- 松尾義夫 獣医中佐：1938年（昭和13年）7月15日 - 1940年（昭和15年）3月9日

1889年生。旧名・ 山本義夫。北海道の金融業・松尾留太郎の婿養子となり改姓。
- 石坂九郎治 獣医中佐：1940年（昭和15年）3月9日 - 1942年（昭和17年）11月9日
- 慶家星 獣医中佐：1942年（昭和17年）11月9日 -

## 隷下部隊

### 1938年（昭和13年）当時の編制
- 師団司令部
- 第23歩兵団
  - 第23歩兵団司令部
  - 歩兵第64連隊
  - 歩兵第71連隊
  - 歩兵第72連隊
- 師団捜索隊
- 野砲兵第13連隊
- 工兵第23連隊
- 輜重兵第23連隊
- 第23師団衛生隊
- 第23師団通信隊
- 第23師団制毒訓練所
- 第23師団兵器修理所
- 第23師団病馬収容所
- 第23師団防疫給水部

### 最終所属部隊
- 歩兵第64連隊（熊本）：中島正清大佐
- 歩兵第71連隊（鹿児島）：二木栄蔵大佐
- 歩兵第72連隊（都城）：中島嘉樹大佐
- 捜索第23連隊：久保田尚平中佐
- 野砲兵第17連隊：吉富徳三少将
- 工兵第23連隊：水野捷海中佐
- 輜重兵第23連隊：駒木嘉太郎中佐
- 独立野砲兵第13大隊：宇田豊作少佐
- 第23師団通信隊：奥川弘毅大尉
- 第23師団兵器勤務隊：本井秋太大尉
- 第23師団衛生隊：西田喜春大尉
- 第23師団第1野戦病院：塩田浩政軍医大尉
- 第23師団第4野戦病院：花牟礼孝二郎軍医大尉
- 第23師団防疫給水部：谷口良碩軍医少佐
- 第23師団病馬廠：西川春雄獣医大尉